# Bredkilblomfluga
Bredkilblomfluga (Xanthogramma pedissequum) är en blomfluga som tillhör släktet kilblomflugor.

## Kännetecken
Bredkilblomflugan är en gulsvart fluga med en längd på mellan 10 och 13 millimeter. Ryggskölden har gula sidostrimmor och bakkroppen har gula parfläckar på tergit två till fem. Parfläckarna på tergit två är kilformade och betydligt bredare än de hos smalkilblomflugan.

## Levnadssätt
Bredkilblomflugan lever på öppen mark eller gläntor med närhet till lövskog. De vuxna flugorna kan ses på olika blommor, till exempel bosyska och blodrot. Flygtiden varar från mitten av maj till och med augusti. Larven lever underjordiskt på rotlevande bladlöss som vårdas av myror, till exempel gul tuvmyra eller trädgårdsmyra.

## Utbredning
Bredkilblomfluga finns i Sverige från Skåne till Ångermanland men är sällan talrik. Den finns även i Danmark, södra Norge och södra Finland. Den finns i större delen av Europa och vidare österut till Turkiet, Palestina och västra Sibirien.

## Etymologi
Det vetenskapliga namnet pedissequum betyder 'betjänt'.